# Galamb József-szobor (Széchenyi tér)

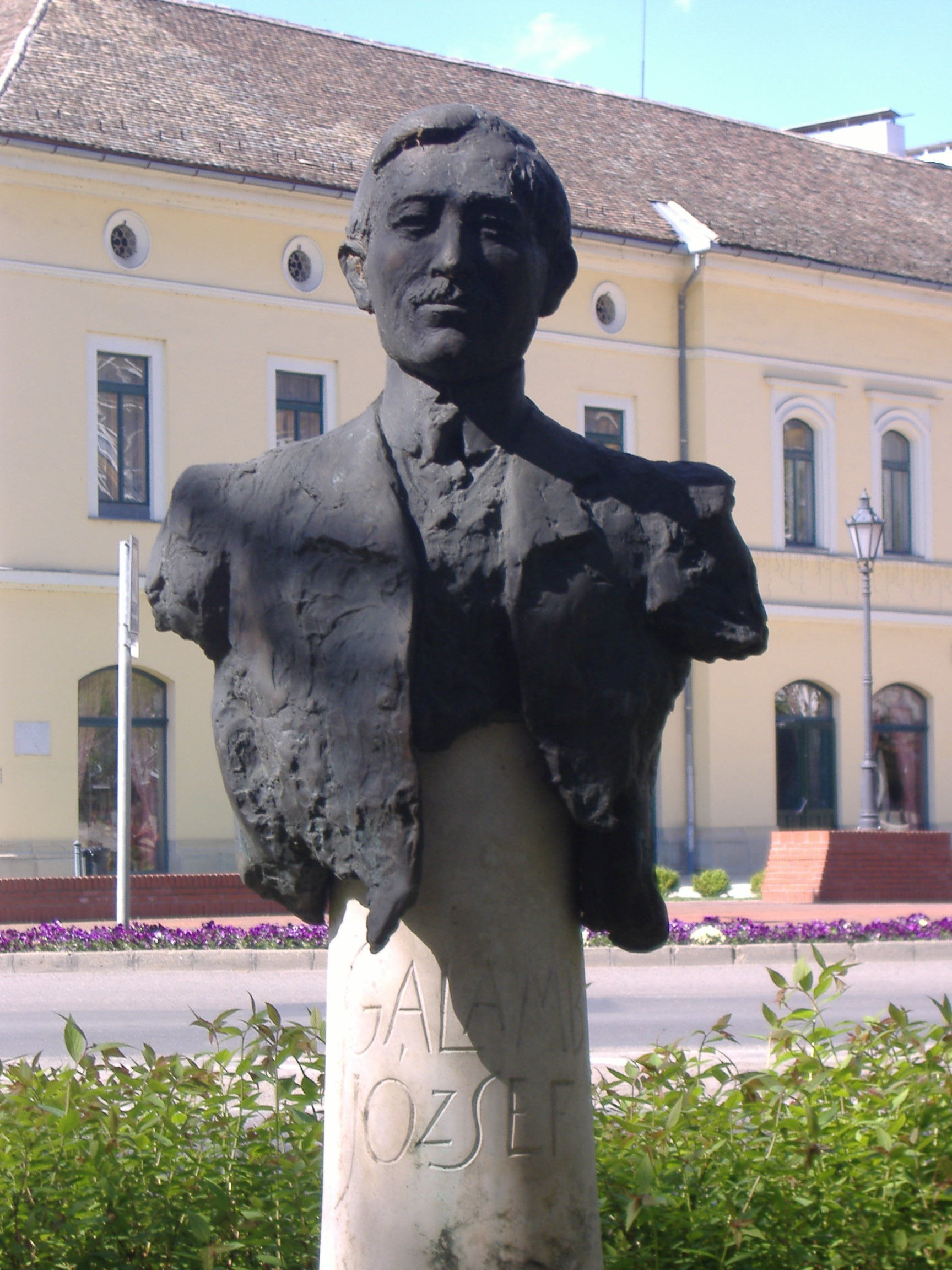
A szobor a Korona Szálló előtt

Galamb József főtéri szobra a makói Belvárosban található, a Széchenyi téri szoborparkban.
A neves konstruktőrnek, a Ford Motor Company tervezőjének bronz mellszobrát Széri-Varga Géza alkotta meg. 2001. május 4-én avatták föl, Galamb születésének 120. évfordulója alkalmából. Az eseményen jelen volt Brian Guss, az Amerikai Egyesült Államok kultúrattaséja, Barbara Bauer, a konstruktőr unokája, és Nigel Sharp, a Ford regionális igazgatója.